# تپه سیاه‌گوش ۱
تپه سیاه گوش ۱ مربوط به سده‌های اولیه دوران‌های تاریخی پس از اسلام است و در شهرستان اندیمشک، بخش مرکزی، حوالی دهستان شهرک مدنی واقع شده و این اثر در تاریخ ۱۵ اسفند ۱۳۸۵ با شمارهٔ ثبت ۱۸۰۰۲ به‌عنوان یکی از آثار ملی ایران به ثبت رسیده است.